# Matea Nikolić
Matea Nikolić, citata anche come Nikolikj (in macedone Матеа Николић?; Skopje, 1º agosto 2002), è una cestista macedone.
Ala di 190 cm, ha giocato in Serie A1 italiana con Campobasso, Ragusa e Brescia.